# NGC 3140
NGC 3140 este o galaxie spirală situată în constelația Hidra. A fost descoperită în 1 ianuarie 1886 de către Francis Leavenworth. Se află la o distanță de 120,78 de megaparseci de Pământ.